# 香港交通標誌

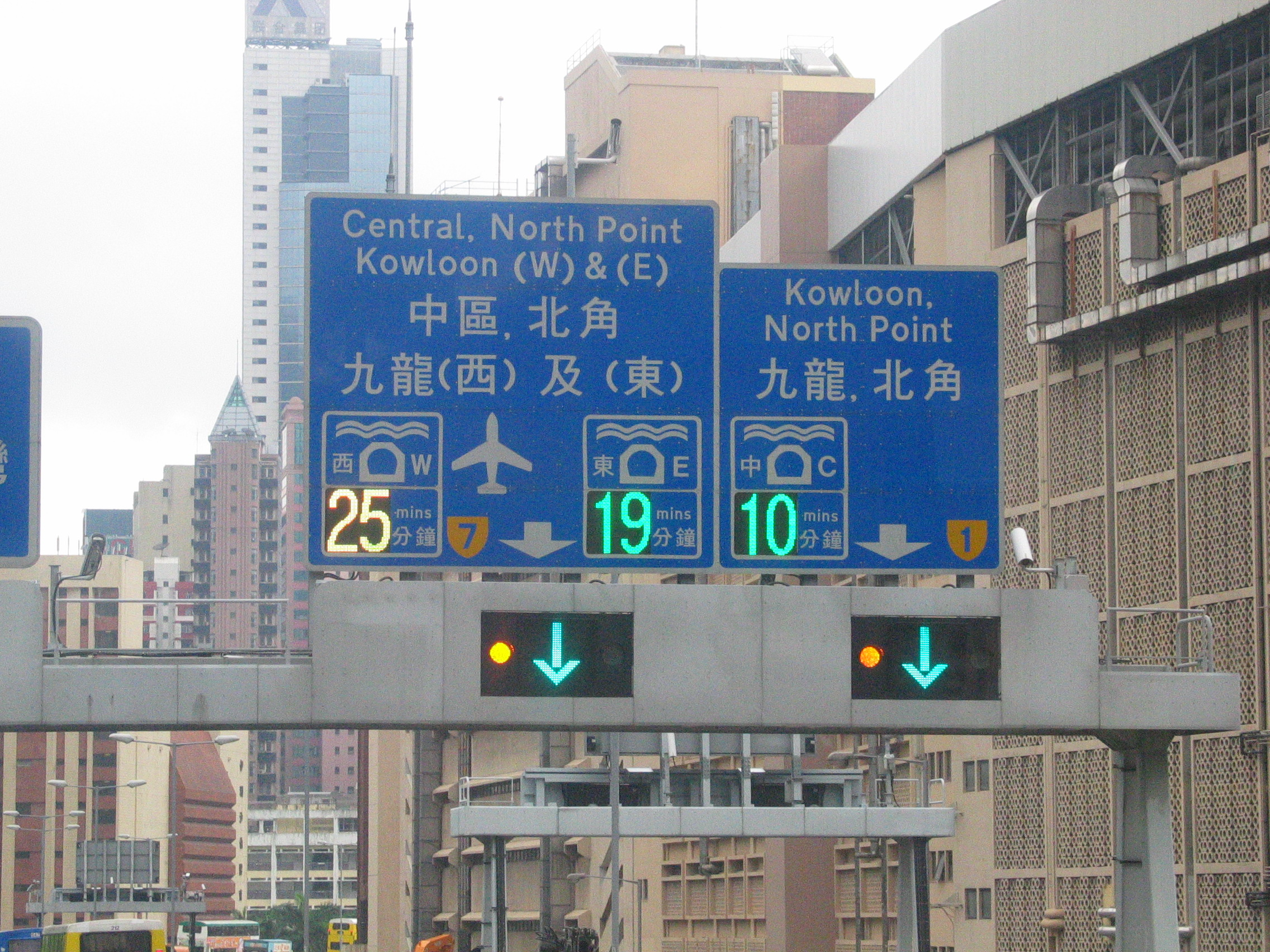
位於香港仔隧道的交通標誌

香港交通標誌是為香港道路使用者給予指示的標誌牌，由運輸署制定，樣式主要根據道路標示及燈號會議設計。

## 設計

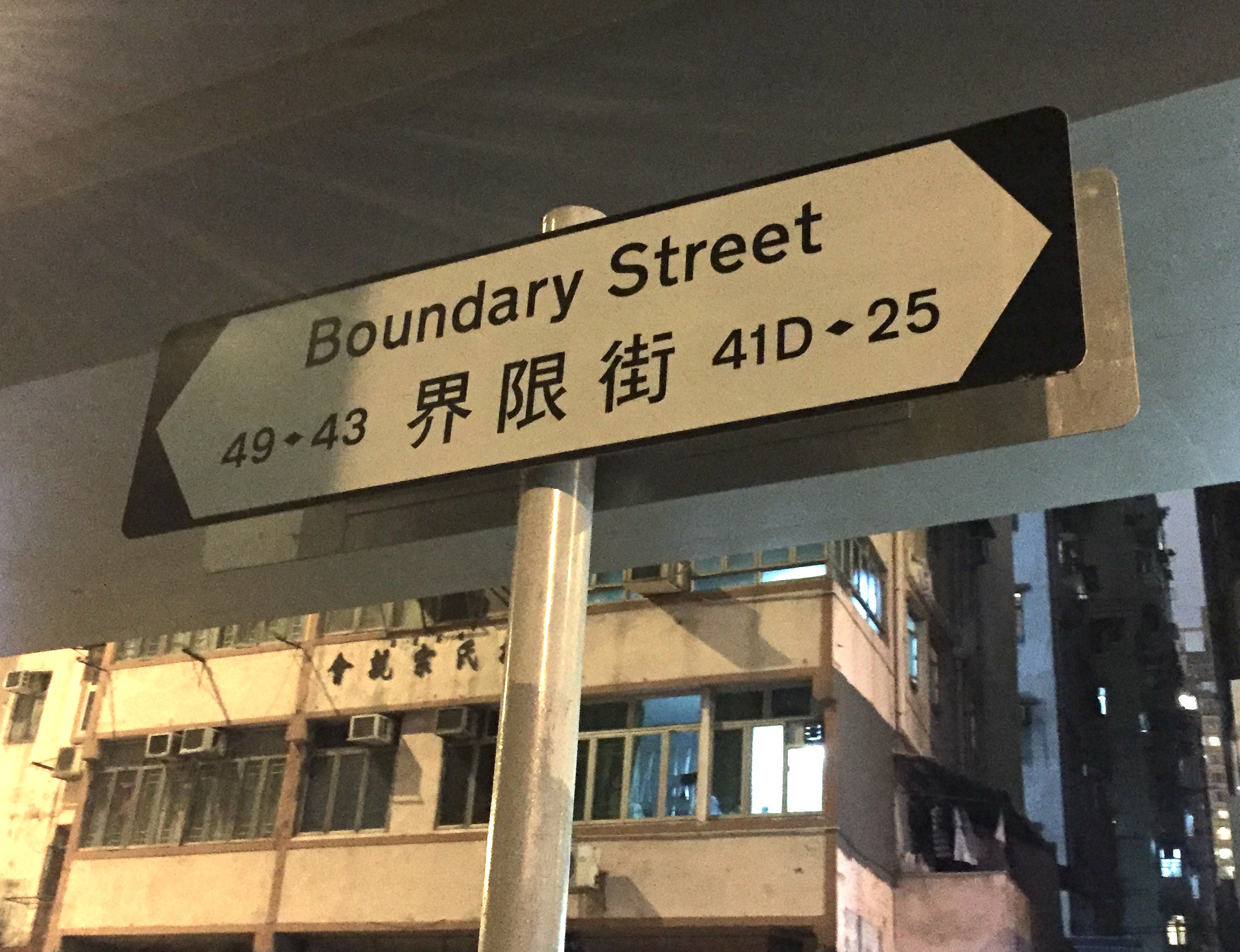
2015版交通標誌

香港交通標誌主要跟隨英國的格式，並記載於《運輸策劃及設計手冊》(Transport Planning and Design Manual)。英語字體使用專用的交通字型（Transport）。2010年代則偶爾使用Helvetica及Arial。標誌使用香港的官方語言——繁體中文及英語，後者通常在上方。

## 單位
香港的交通標誌曾經跟隨英国做法，採用哩（Mile）、呎（Foot）、吋（Inch）等英制单位。然而，港英政府為使香港與世界接軌，加上「公制單位」在生產業界中盛行，於是在1976年頒布《十進制條例》，提出「香港法例所用的非十進制單位，最終須以國際單位取代」。1984年8月25日起的三天公眾假期內，運輸署將全港的速度限制標誌更換成公制單位。在工程期間，全港道路（包括屯門公路、東區走廊等快速公路）最高速度降至每小時50公里，以免在更換路牌時造成混亂。而更換成公制單位的限速路牌，則寫有「km/h」，以茲識別。最終，這些「過渡性質路牌」，於2001年以簡化為由，逐步去掉「km/h」字眼。

## 警告標誌
警告標誌表示前路有危險，大部分為三角形紅框白底。

前面有「停車」或「讓路」標誌
離「讓路」線的距離
離「停車」線的距離
前面左彎（箭咀方向相反則為右彎）
前面先右轉的連續彎路（符號方向可以相反）
前面分隔車路終止
前面有迴旋處
前面道路右邊收窄（符號方向相反則左邊收窄）
前面道路兩邊收窄
開始減速
道路向左急轉（符號方向相反則為右急彎）
前面有交通燈號
前面有向上斜路
前面有向下斜路
低波行車
在所示距離內用低波行車
繼續用低波行車
前面單排行車
單車應靠左駛
騎單車者應在斜路前下車步行
前面有交通意外黑點
前面有行人交通意外黑點
前面有十字路口
前面有先左後右的交錯路口（符號方向可以相反）
前面右邊有支路（符號方向相反則在左邊）
前面有Ｔ型路口 （符號方向可以相反）
左方車輛併入（符號方向可以相反）
與右方大路車輛匯合（符號方向可以相反）
前面有架空電纜
前面有殘疾人士
前面有視障人士
前面設置閘門或柵欄的平交道口
前面為岸邊或河邊
前面有通行高度限制
前面有行人過處
前面有兒童
前面可能有石塊或有石塊下墜的危險（符號方向可以相反）
前面有馬匹
前面有牛隻
前面有霧
前面有巴士線（專營巴士）
前面有巴士線（專營巴士）
前面大路有巴士線（專營巴士）
向橫過有巴士線的道路的行人發出警告
前面有輕鐵車輛或電車
前面有輕鐵車輛或電車專線
前面大路有輕鐵車輛或電車專線
前面有行人在道路上或正橫過道路
前面有單車徑（有騎單車者在道路上或正橫過道路）
前面有騎單車者
前面有低飛的飛機，或有突發的飛機噪音
前面路面不平
前面有路拱
前面雙程行車道路橫過單程車路
前面雙程行車
前面有衝紅燈攝影機／偵速攝影機
衝紅燈攝影機管制區
安全高度字牌
前面有學校
前面有遊樂場
顯示與危險處之間相隔的距離
顯示與危險處之間相隔的距離
前面有行人

## 指令標誌
指令標誌又稱「限制標誌」，包括所有表示規定、禁令或限制的標誌。除了“停”和“讓路”標誌外，一般為圓形或方形。禁制標誌通常是紅色邊，表示禁止駕駛人進行某種行動。強制性標誌通常藍色底，表示駕駛人必須依標誌的指示而行。

讓路給大路上的車輛
停車及讓路
只准向前駛 （在路口設立）
靠左行駛 （符號方向相反則靠右行駛）
左轉 （符號方向相反則右轉）
前面路口左轉（符號方向相反則右轉）
不准停車
不准泊車
所有車輛不准駛入
單程行車
車輛須於標誌前停車（警方使用的標誌）
車輛須於標誌前停車（學校交通安全隊使用的標誌）
分隔行人路及單車或三輪車徑，禁止汽車駛入
單車或三輪車徑，禁止汽車駛入
限制騎單車 — 騎單車或三輪車者必須下車
限制騎單車的終止
只限輕鐵車輛或電車駛入
前面分隔車路
禁止或限制適用的方向（方向可相反）
禁止或限制適用左右方向
禁止或強制適用於所示車輛類別
前面單程路
上午七時至午夜十二時不准停車
上午七時至下午七時不准停車
上午八時至上午十時及下午五時至下午七時不准停車
任何時間不准停車
「不准停車」限制終止
上午七時至午夜十二時不准公共小型巴士停車
公共小型巴士「不准停車」限制終止
限制並不適用於所示車輛類別的上落客（用字可變上落貨）
行人優先使用區
根據輔助字牌指明，禁止車輛駛入
禁止汽車駛入
禁止汽車駛入，電單車及機動三輪車除外
禁止電單車及機動三輪車駛入
禁止巴士及旅遊車駛入
禁止公共小型巴士駛入
禁止貨車駛入
禁止由學習駕駛人駕駛的汽車駛入
不准左轉（符號方向相反，則不准右轉）
不准掉頭（符號方向可以相反）
行人止步
禁止行人、人力車或手推車進入
禁止行人、徒步控制的車輛、單車及三輪車進入
禁止單車及三輪車進入
禁止響號
不准超車
禁止超過所示闊度（包括貨物）的車輛駛入
禁止超過所示長度（包括貨物）的車輛或車輛組合駛入
禁止超過所示高度（包括貨物）的車輛駛入
禁止超過所示總重量（包括貨物）的車輛駛入
禁止超過所示車軸重量（包括貨物）的車輛駛入
速度限制（以公里每小時為單位）
可變速度限制（以公里每小時為單位）
禁止並不適用於需要前往此道路毗連的處所的車輛
禁止並不適用於持有相關許可證的車輛
禁止或強制適用於超過所示長度的車輛
禁止或強制適用於超過所示總重量的貨車
禁止或強制並不適用於所示車輛類別
適用時間
適用時間
適用日子
禁止或強制並不適用於所示車輛類別及適用時間
有關禁止生效或危險所在的路程長度
有關禁止、限制或警告終止
左線在所示時間及適用日子內為巴士線，只准專營巴士駛入
巴士線，只准專營巴士駛入
反向巴士線，只准專營巴士駛入
巴士線終止
輕鐵車輛專線終止
禁止載有指定類別危險品的車輛駛入
顯示所指定危險品類別
供任何車輛停泊，除中型及重型貨車、巴士、旅遊車、電單車及單車外
只供貨車停泊
只供巴士及旅遊車停泊
只供電單車停泊
只供單車停泊
快速公路起點及連續部分
快速公路終止
的士站
新界的士營業範圍終止
大嶼山的士營業範圍終止
綠色專線小巴站
紅色小巴站
除超車外，須使用最左線行駛
除超車外，須使用最右線行駛
路肩 — 除緊急事故外，不准駛入
騎單車者必須下車，由過路處橫過道路
車輛出口處
不准車輛駛出
車輛入口處
不准車輛駛入

## 臨時標誌
臨時標誌用於進行工程時等情況，格式為方形紅底白字。

前面右線封閉（紅色橫條表示該線封閉）
前面右線封閉（紅色橫條表示該線封閉）
前面只能使用左線（紅色橫條表示該線封閉）
前面雙程道路只能使用左線（紅色橫條表示該線封閉）
前面有道路工程
前面改道至右邊車路（方向可以相反）
靠右行駛 （符號方向相反則靠左行駛）
車輛可取道任何一邊到達同一目的地
前面道路左邊收窄（符號方向相反則右邊收窄）
道路工程或行車線臨時封閉終止
表示前面有髹線工程（用字可變，以配合道路工程性質）
行車線或道路臨時封閉
向左急轉的臨時措施（符號方向相反則向右急轉）
前面有人手操作的「停／去」字標誌
人手操作的臨時「停」字標誌
人手操作的臨時「去」字標誌
前面路面起伏或路面平面突然變化
路面起伏或路面平面突然變化
臨時交通圓柱
前面有交通燈號
前面道路封閉
道路封閉
臨時行車路線
臨時行人路線（方向可相反）
臨時行人路線
連同臨時交通燈號使用，紅燈亮起時，須在標誌前停車。
行人過路處臨時封閉
前面路滑
前面有鬆脫碎石
前面路面不平
慢駛（警方在緊急時使用的標誌）
警告有路面工程（用字可變，以配合特定的危險）
前面有其他危險
描述危險狀況的字牌（用字可變）
前面單排行車（用字可變並讀作「單行路」）

## 提示標誌

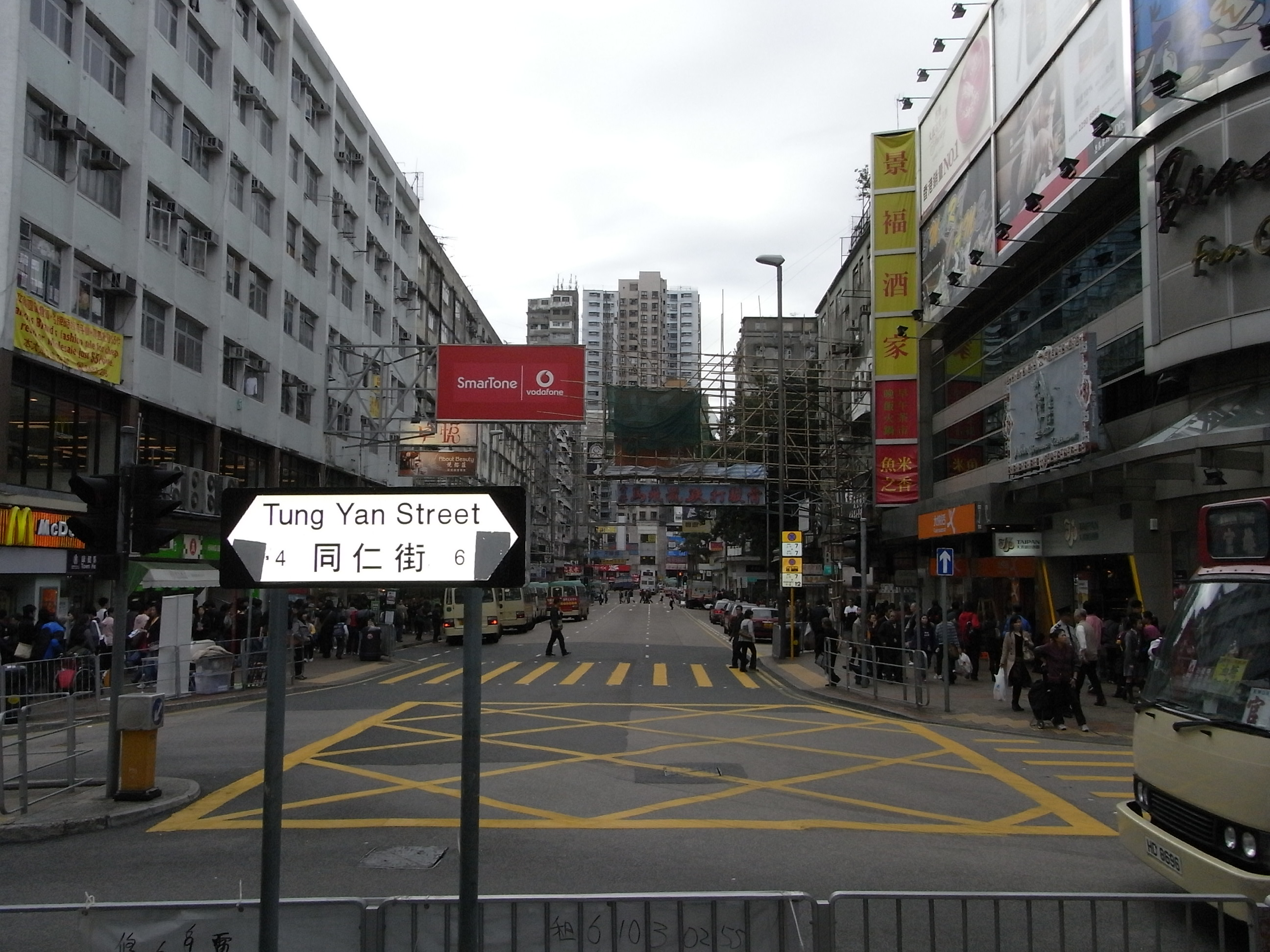
使用反光材料的街道牌

提示標誌提示道路使用者路向和提示，格式為藍底白字。

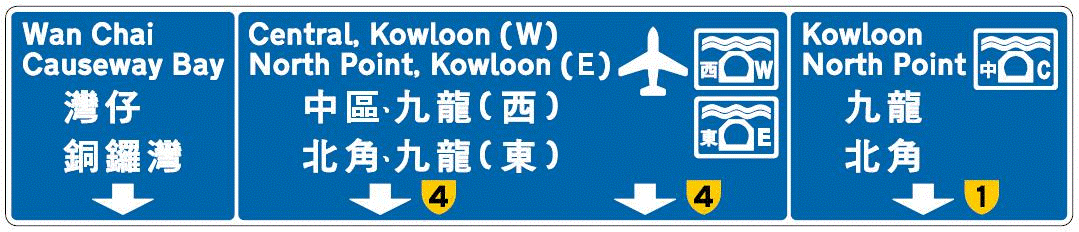
三條過海隧道的符號以「東」、「中」及「西」字標示，分別指示往東區海底隧道、海底隧道（紅隧）及西區海底隧道的方向。目的地名稱下面的箭嘴指向通往這些地方的行車線，你應選定目的地，並進入適當的行車線。中間兩條行車線皆可引導你前往中間面板顯示的所有地方。

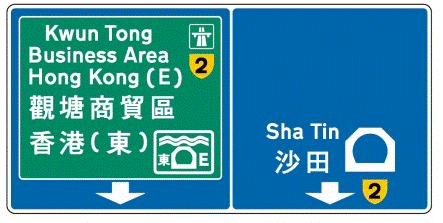
在交通繁忙的道路，標誌可能採用架空方式設置。（右邊的面板指向經隧道通往沙田的行車線。）目的地名稱下面的箭嘴指向通往這些地方的行車線，你應選定目的地，並進入適當的行車線。
設於迴旋處前的預告方向標誌，顯示出口安排。通往快速公路的目的地以綠底表示，而區內目的地則為白底。

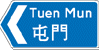
在路口設置的箭嘴形方向標誌，指示轉彎可往所述目的地
沿主要幹線的幹線號碼
前面有隧道
紅磡海底隧道
西區海底隧道
東區海底隧道
市區的士上落客處
新界的士上落客處
大嶼山的士上落客處
往泊車處方向
汽車渡輪碼頭方向
往港鐵站方向
車輛可取道任何一邊到達同一目的地
此路不通
左邊道路不通
右邊道路不通
300米倒數標誌，說明道路與左邊出口之間的距離（如用於快速公路，採用綠色底色）（方向可以相反說明出口在右邊）
200米倒數標誌，說明道路與左邊出口之間的距離（如用於快速公路，採用綠色底色）（方向可以相反說明出口在右邊）
100米倒數標誌，說明道路與左邊出口之間的距離（如用於快速公路，採用綠色底色）（方向可以相反說明出口在右邊）
顯示前面路口各行車線的方向箭嘴或有行車線臨時封閉的標誌
前面分隔車路
車輛可在此處暫時停候，讓其他車輛駛過
設於單行路起點的標誌
警方於意外地點使用的標誌
準備在看到警方停車指示時停車
在設有「交通調查站」標誌之處停車
交通調查站
提醒駕駛人選定合適的行車線
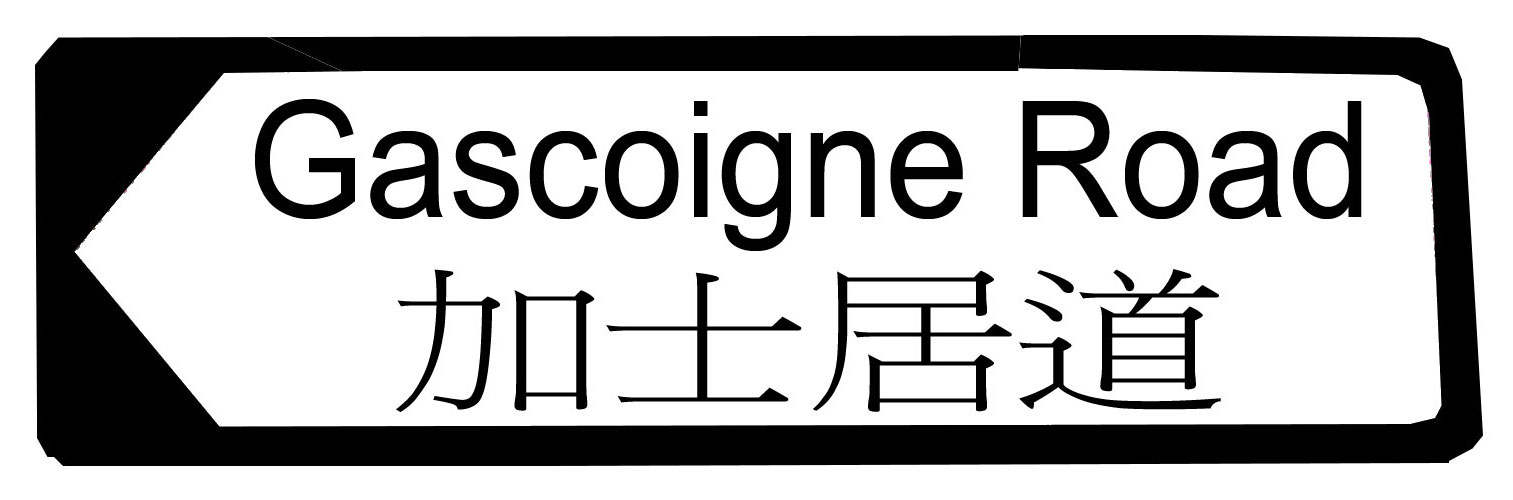
街道牌
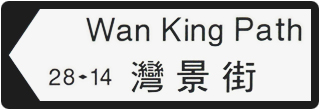
有街號指示的街道牌

## 舊有標誌

### 禾貝斯委員會（英语：Worboys_Committee）後

前面雙程行車
前面有迴旋處
只准向前駛
靠左行駛 （符號方向相反則靠右行駛）
左轉 （符號方向相反則右轉）
前面路口左轉（符號方向相反則右轉）
車輛可取道任何一邊到達同一目的地
不准左轉（符號方向相反，則不准右轉
不准掉頭（符號方向可以相反）
速度限制（以公里每小時為單位）
單程行車
平交道交通燈

### 禾貝斯委員會前

警告三角形
紅盤
紅圈
紅圈中的三角形
禁止單車進入
單程路
行人沿步路過
向左轉
單程路（向左轉）
向右轉
單程路（向右轉）
摩托車輛，不能直通
不准駛入
速度限制（以哩每小時為單位）
國家速度限制適用
停車場
不准停車等候
不准駛入
停車，大路在前
慢車，大路在前

## 外部連結
- 香港巴士大典上的相关条目：道路交通標誌